# Třída New Orleans (1896)
Třída New Orleans byla třída chráněných křižníků námořnictva Spojených států amerických. Čtyři jednotky této třídy byly původně objednány Brazílií, která si však ponechala pouze jeden a zbývající prodala Chile (1 ks) a USA (2 ks).

## Stavba
Křižníky navrhl konstruktér Philip Watts. Celkem byly na brazilskou objednávku rozestavěny čtyři křižníky této třídy. Všechny postavila britská loděnice Armstrong v Elswicku. Tři rozestavěné křižníky později Brazílie prodala jiným uživatelům. Jeden koupilo Chile a dva USA. Dvojice amerických křižníků byla postavena v letech 1895–1900.
Jednotky třídy New Orleans:
| Jméno                                   | Uživatel | Založení kýlu | Spuštěna         | Vstup do služby | Poznámka      |
| --------------------------------------- | -------- | ------------- | ---------------- | --------------- | ------------- |
| Almirante Barroso                       | Brazílie | 1895          | 25. srpna 1896   | duben 1897      | Vyřazen 1931. |
| USS New Orleans (CL-22) (ex Amazonas)   | USA      | 1895          | 4. prosince 1896 | 18. března 1898 | Vyřazen 1922. |
| USS Albany (CL-23) (ex Almirante Abreu) | USA      | 1897          | 14. ledna 1899   | 25. května 1900 | Vyřazen 1922. |
| Ministro Zenteno (ex Chacabuco)         | Chile    |               | 1. února 1896    | 1898            | Vyřazen.      |

## Konstrukce

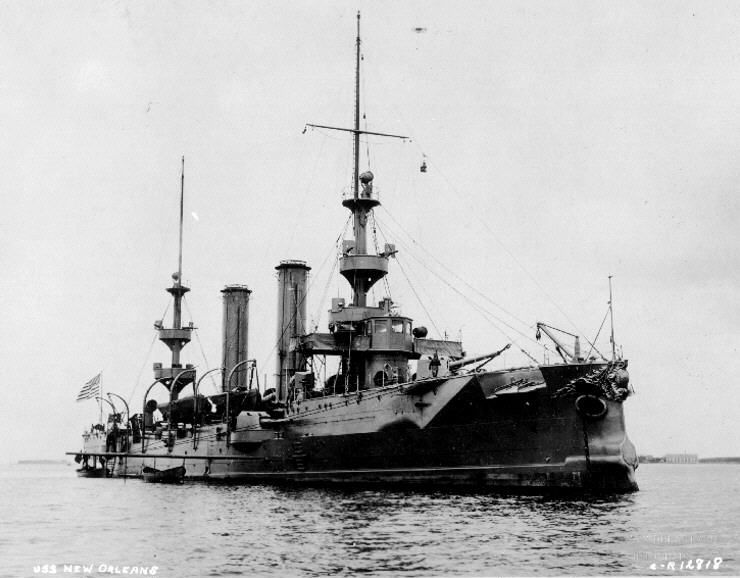
USS New Orleans

Výzbroj tvořilo šest 152mm kanónů, čtyři 120mm kanónů, deset 57mm kanónů, osm 37mm kanónů a tři 450mm torpédomety. Pohonný systém tvořily čtyři kotle a dva parní stroje s trojnásobnou expanzí o výkonu 7500 hp, pohánějící dva lodní šrouby. Nejvyšší rychlost dosahovala 20 uzlů. Dosah byl 4000 námořních mil při rychlosti 10 uzlů.